# Притягивающее множество
Притягивающее множество — такое инвариантное относительно фазового потока {\displaystyle \phi (t,x)} подмножество {\displaystyle B} фазового пространства {\displaystyle M}, для которого существует окрестность {\displaystyle U} (открытое множество, содержащее {\displaystyle B}), такая, что для всех {\displaystyle x_{0}\in U} выполняется соотношение {\displaystyle \phi (t,x_{0})\to B} при {\displaystyle t\to \infty }, то есть {\displaystyle {\mbox{dist}}(\phi (t,x_{0}),B)=\inf _{y\in B}\left\|\phi (t,x_{0})-y\right\|\to 0} при {\displaystyle t\to \infty }. Более точно, такое множество называется локально притягивающим. Если {\displaystyle U=M}, то множество {\displaystyle B} называется глобально притягивающим. 
Подмножество {\displaystyle G} фазового пространства {\displaystyle M} называется инвариантным относительно фазового потока {\displaystyle \phi (t,x)} множеством или просто инвариантным множеством, если для всех допустимых значений {\displaystyle t} имеет место равенство {\displaystyle \phi (t,G)=G}, где {\displaystyle \phi (t,G)=\left\lbrace \phi (t,x_{0})\ |\ x_{0}\in G\right\rbrace }.
Замкнутое локально притягивающее множество называется аттрактором.